# Из ада (комикс)
«Из ада» (англ. From Hell), или «Из ада. Мелодрама в шестнадцати актах» — графический роман Алана Мура, проиллюстрированный Эдди Кэмпбеллом, издававшийся отдельными выпусками с 1989 по 1998 год. Роман повествует о серии жестоких и загадочных убийств в Уайтчепеле, и вольно трактует мотивы и личность маньяка Джека-потрошителя. Для основы сюжета была взята версия, что убийцей был королевский врач Уильям Галл. Название «Из ада» взято из первой строчки известного подтверждённого письма Джека-потрошителя, отправленного в Скотленд-Ярд.
В 2001 году вышла одноименная экранизация с Джонни Деппом в главной роли. Сам же Алан Мур остался недоволен фильмом.

## Сюжет

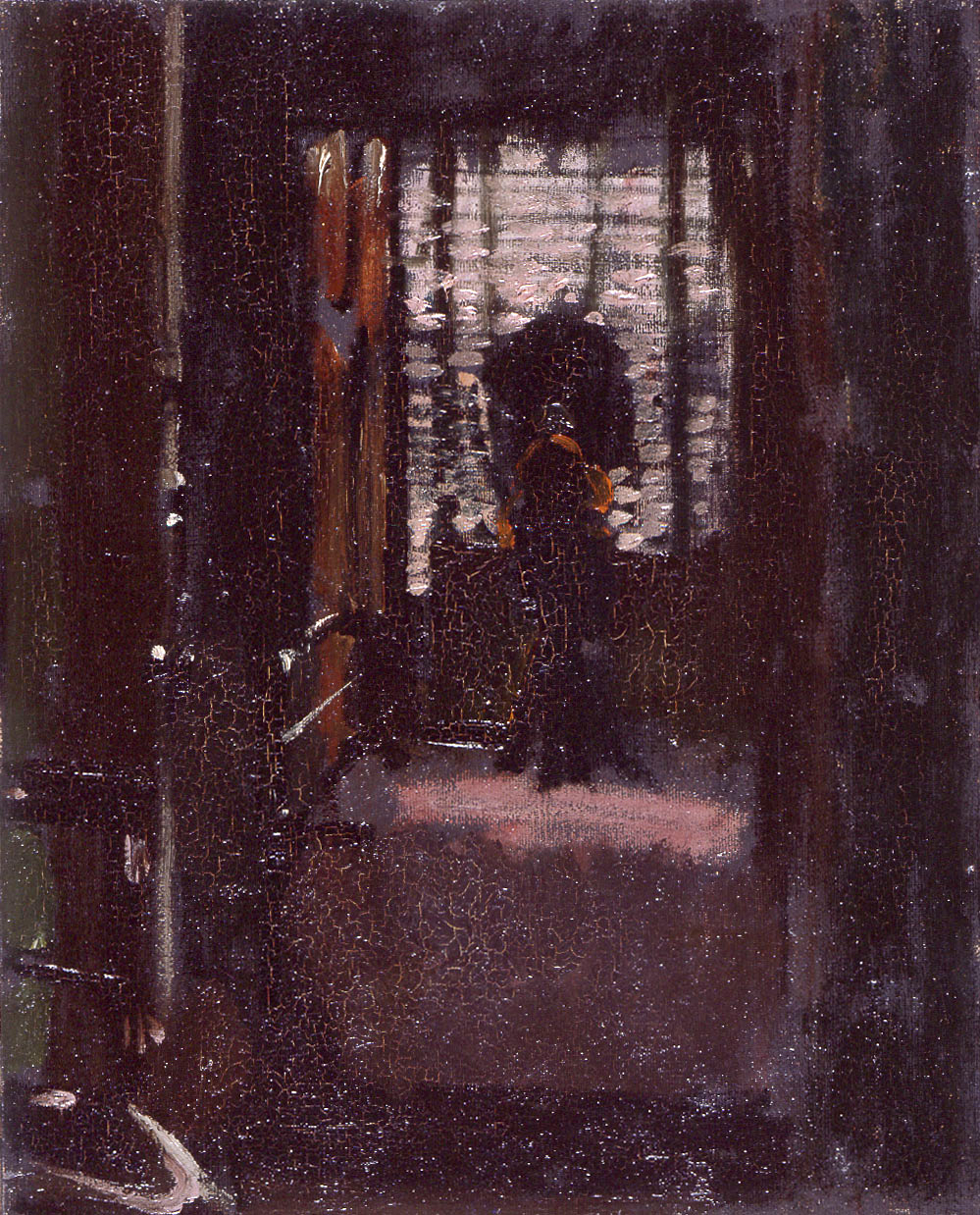
Картина Уолтера Сикерта «Спальня Джека-потрошителя»

Пролог «Старики на берегу». Сентябрь 1923 года. Инспектор в отставке Фредерик Эбберлайн и медиум Роберт Джеймс Лиз, гуляя вдоль берега реки вспоминают прошлое. Внезапно Лиз рассказывает Эбберлайну, что свой дар ясновидения он выдумал, а все припадки искусно изображал, но иронизирует над тем, что все его предсказания всегда сбывались.
Июль 1884 года. Известный художник Уолтер Сикерт знакомит принца Альберта, также известного как «Эдди», с простолюдинкой Энни Крук — продавщицей «Кондитерской Моргана». Принц влюбляется в нее и решает тайно с ней пожениться, у них рождается дочь, которую они называют Алисой. Об этом узнает бабушка принца — королева Виктория, она наказывает Альберта и по её приказу Энни отправляют в психушку. Алису же приютила подруга Энни Мари Барнетт (на самом деле Мэри Джейн Келли), так как она не может содержать девочку, отдаёт её Уолтеру, считая его виновником трагедии. Уолтер отдает Алису на попечение родителям Энни и решается ее иногда навещать.
Далее в романе описывается жизнь сэра Уильяма Уити Галла, посвятившего свою жизнь одной цели — стать «сверхчеловеком». С ранних лет у Галла был интерес к медицине и маниакальные наклонности: он ловил мышей и потрошил их. Уильям становится успешным хирургом и входит в братство масонов. Во время прогулки у семидесятилетнего Галла случается сердечный приступ, во время которого он видит божество Ябулона. Вылечив сына королевы Виктории от лихорадки, Галл становится королевским врачом.
Август 1888 года. Чтобы избавиться от нищеты и выплатить долги уличным бандам, проститутки: Мэри Келли, Мэри Энн Николз («Полли»), Энни Чэпмен и Элизабет Страйд («Долговязая Лиз»), прознавшие про дочку-бастарда принца Альберта, решают шантажировать художника Уолтера Сикерта. Он обращается за помощью к королеве. Ее величество даёт задание доктору Галлу избавиться от девушек. Галл берёт в помощники кучера Джона Нетли, по заданию тот должен разузнать о девушках, и заманить их к Галлу. Попутно врач рассказывает кучеру подробную историю масонства.
Заманивая девушек к себе в карету и угощая их виноградом Галл убивает одну за другой, но делает это по древнему масонскому ритуалу: задушив, перерезав горло и вспоров живот, вынимая некоторые органы. После нескольких жестоких и кровавых убийств в Уайтчепеле начинается паника. Дело по загадочным убийствам поручают инспектору Фредерику Эбберлайну. Журналисты, чтоб возбудить интерес общественности к преступлениям, придумывают псевдоним убийцы «Джек-потрошитель», пишут письмо якобы от него, и отправляют в Скотленд-Ярд, таких писем Эбберлайну приходят сотнями, но он сразу распознает их мистификацию.
Уильям Галл также решает написать письмо в Скотленд-Ярд и именует его «Из ада», также, чтоб власти поверили в подлинность письма, Галл вложил в конверт кусочек человеческой почки. Также во время одного из убийств Галл пишет мелом на стене:«Иувы — не те кого винят напрасно», оставляя рядом окровавленный кусок передника. Экстрасенс Роберт Лиз приходит в участок к Эбберлайну и предлагает помощь, но инспектор скептически относится к его дару ясновидения. Найдя место жительства последней жертвы — Мэри Келли, Галл убивает её. Во время потрошения, Галл видит будущее Англии через 100 лет, он узнает о вычислительной технике, офисах, архитектуре, нравах общества и моде одежды будущего.

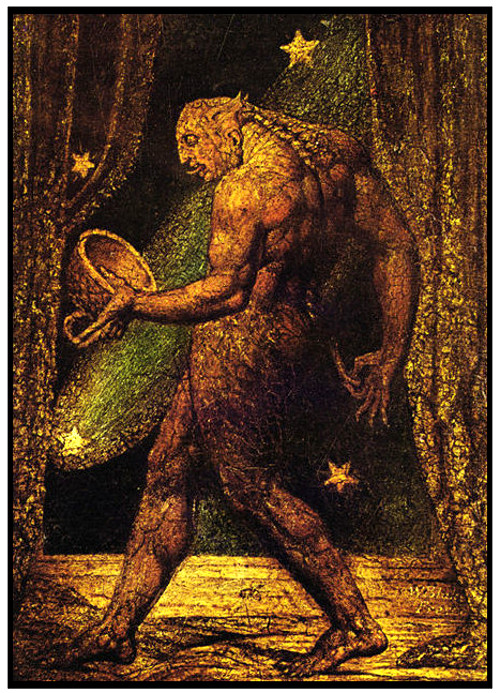
Картина Уильяма Блейка «Призрак Блохи». В своих предсмертных видениях Галл превращается в похожее чудовище

Лиз знакомится с Галлом и после неприятного разговора, затаил на него обиду из-за того, что врач обвинил его в шарлатанстве. Лиз решает подставить Галла и идёт к Эбберлайну, Лиз изображает припадок и ведёт инспектора к дому врача. Инспектор устраивает допрос и на удивление Галл сознаётся в убийствах. Ошарашенный Эбберлайн и Лиз идут в участок и рассказывают всё начальнику мистеру Андерсону (который является масоном). Но мистер Андерсон решает замолчать это дело. Проведя расследование, Эбберлайн допрашивает продавца «Кондитерской Моргана» и узнаёт от него о незаконном ребёнке принца Альберта. Шокированный Эбберлайн приходит к мистеру Андерсону, но тот приказывает об этом деле молчать, иначе его устранят. Эбберлайн решает подать в отставку. Над Уильямом Галлом масоны проводят суд, но Галл отказывается слушать и заявляет, что никто из братства ему не ровня. Под страхом, того что Галл может обо всём разболтать, братство решают инсценировать его смерть и отправляют в психушку под другим именем. Также масоны приняли решение найти «козла отпущения»  и выдают гомосексуалиста — учителя в школе для мальчиков Монти Друитта за «Потрошителя», после топят его в Темзе, выдав это за самоубийство (якобы из-за угрызений совести). Тем временем Галл находится в психушке под именем Томас Мейсон. Во время смерти, у Галла появляются видения, где он, трансформируясь в различные формы и образы, путешествует сквозь время и пространство; видит будущих британских серийных убийц и гибель своего помощника Нетли. Затем Галл видит женщину с маленькими девочками (их имена как у девушек, которых он убил), после Галл возносится на Небеса, там он видит Ябулона и становится богом.
Эпилог. Снова 1923 год. Престарелые Эбберлайн и мистер Лиз гуляя по кладбищу, навещают могилу Монти Друитта. После рассуждают о жизни после смерти, также у Лиза предчувствие, что грянет большая война (намек на Вторую мировую войну).

## «Танец охотников на Джека»
Приложение к роману, выполненный в стиле карикатурного комикса, изображающий различных личностей, бегающий вокруг с сачками, пытаясь поймать неуловимую невидимую дичь (то есть безуспешные попытки раскрыть личность Джека-потрошителя). Но это привело лишь к тому, что они запутали и так загадочное дело. Комикс рассказывает о каждом ловце на Потрошителя отдельно, раскрывая и анализируя его теорию, также рассуждая о природе самих преступлений Потрошителя в Уайтчепеле и интерес общественности к ним. 
«Джек — отражение наших страхов. Безликое вместилище всевозможных тревог, что терзают общество. Поэтому он и врач, и еврей, и масон, и беспутный принц. Скоро, может, кто-нибудь найдет связь уайтчепельских убийств даже с недавними мутациями скота и выдвинет какую-нибудь новую теорию»
Примеры таких теорий — байка художника Уолтера Сикерта, которую он часто рассказывал на званных ужинах в 1890-х гг. Она гласила, что Потрошителем был студент-ветеринар, снимающий комнату в доме где когда-то жил сам Сикерт. Эта байка вдохновила писательницу Беллок Лаундз на написание романа «Жилец» — первое художественное произведение о Джеке-потрошителе (в дальнейшем роман был экранизирован Альфредом Хичкоком). Также теория журналиста Леонарда Мэттерса, который полагал, что Потрошителем был выдающийся врач-хирург по фамилии Стэнли, мстящий проституткам из-за смерти своего сына, умершего от сифилиса, по теории, подцепившего его от Мэри Келли. Однако эта теория интерпретировалась по-разному, менялись имена и мотивы.
Упоминаются и теории, что Потрошителем на самом деле была женщина (одним из первых кто выдвигал подобные предположения был Артур Конан Дойл), одна из теорий, гласила, что убийца — русская эмигрантка Ольга Чкерсова, которая таким образом жестоко отомстила Мэри Келли за свою сестру, ставшей проституткой по совету самой Келли. Теории Уильяма Тарфелла Ле Ке и Дональда Маккормика, что Потрошителем был безумный русский хирург Александр Федорченко, проживающий в Лондоне, когда происходили убийства. Анализируется статья Томаса Стоуэлла, о том, что убийцей был некий Мистер С. (но подразумевался принц Альберт). Теория Синтии Лиз, основанная на интервью с медиумом Робертом Лизом, где Лиз утверждал, что Потрошителем был некий доктор Говард, который после убийств был отправлен тайным судом в Иссингтонскую психиатрическую больницу под именем Томас Мейсон.
Упоминается найденный в 1992 году Майклом Барреттом якобы «Дневник Джека-потрошителя», предполагаемым автором которого является торговец хлопком Джеймс Мэйбрик, умерший в 1889 году.

## Персонажи и исторические камео

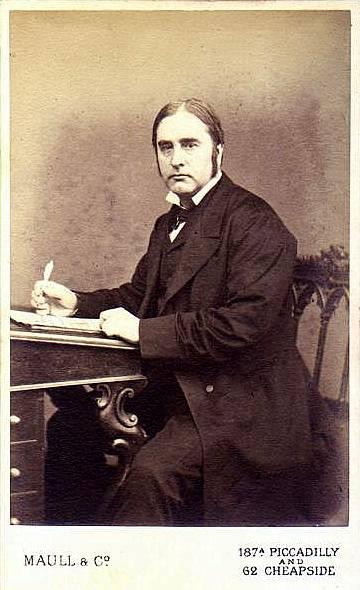
Сэр Уильям Галл

Большая часть персонажей романа, в том числе Галл и Эбберлайн действительно существовали:
- Фредерик Эбберлайн — главный инспектор полиции Скотленд-Ярда, в реальности как и в романе был одним из видных участников расследования дела Джека-потрошителя;
- Уильям Уити Галл — королевский врач, успешно вылечивший принца Альберта от брюшного тифа, оказал влияние на медицину, первым описал феномен анорексии. Галл часто фигурировал в конспирологических теориях связанных с масонством и убийствами в Уайтчепеле. Впервые теории предполагавшие, что убийцей может быть один из королевских врачей появились в американских газетах в середине 1890-х гг[4][5]. Помимо графического романа Мура и экранизации, изображение Галла убийцей было в телефильме «Джек-потрошитель» 1988 года;
- Мэри Джейн Келли — проститутка, последняя «официальная» жертва Потрошителя. В романе является инициатором плана по шантажу Сикерта, последняя жертва Галла, её смерть стала завершением языческого ритуала врача. Однако в романе она является подругой других жертв Галла, хотя в действительности Николз, Чэпмен, Страйд, Эддоус и Келли никогда не встречалась и не знали друг друга;
- Роберт Джеймс Лиз — медиум, якобы, знавший о реальной личности убийцы. Мур явно иронизирует над его экстрасенсорными способностями, в романе Роберт Лиз признаётся, что у него нет никаких ведений, что он сам всё выдумал, хотя реальный Лиз заявлял, что действительно видит пророческие видения; в романе Лиз пытался подставить Галла, точно не зная является ли тот Потрошителем;
- Виктория — королева при которой начался период промышленного, культурного, научного и военного развития Британской империи. В романе и некоторых теориях заговоров именно по её приказу совершались убийства проституток в Уайтчепеле;
- Принц Альберт — в массовой культуре и теориях часто изображался косвенно или непосредственно причастным к убийствам. В романе он женился на простолюдинке и родил девочку-бастарда, что привело к конфликту сюжета;
- Уолтер Сикерт — художник-импрессионист, испытывавший живой интерес к личности Джека-потрошителя, и посвятивший ему одну из своих картин, некоторые исследователи также связывают художника с убийствами. В романе он знакомит принца Альберта с Энни Крук, и обращается к королевской семье за помощью;
- Джон Нетли — кучер, которого также связывают с убийствами. В романе является соучастником и личным помощником Галла;
- Монти Джон Друитт — один из реальных подозреваемых по делу Джека-потрошителя, в 1888 году потерял работу в школе, а спустя месяц был найден мёртвым в реке Темзе. В романе был подставлен властями и убит, чтобы замять дело и отвести подозрения на Галла;
- Чарльз Уоррен — масон, археолог, военный и полицейский чиновник, в 1880-е гг. занимал пост главы службы столичной полиции Лондона, заработал мрачную репутацию жестоким подавлением протестующих на Трафальгарской площади, а также безуспешным расследованием по делу Джека-потрошителя. В романе способствует Галлу в его «решении проблемы» в Уайтчепеле;
- Оскар Уайльд — поэт и писатель, автор романа «Портрет Дориана Грея». В романе он знакомится с Монти Друиттом, и в одной из вечеринок рассуждает о преступлениях Потрошителя;
- Джозефф Меррик (Человек-слон) — человек, страдающий синдромами Реклингхаузена и Протея. В романе его навещает Галл и рассказывает ему о боге Ганеше. Также Галл приводит Николз к дому Меррика, и перед удушением просит её произнести «слава Ганеше»;
- Алистер Кроули — оккультист, мистик и поэт. В романе Эбберлайн сталкивается в толпе с четырнадцатилетним Кроули и спорит с ним о существовании магии;
- Хекака Сапа (Чёрный Лось) — индеец-провидец, участник состава Шоу Дикого Запада Буффало Билла. В романе входит в список подозреваемых по убийству Николз;
- Уильям Йетс — писатель и поэт, один из главных представителей ирландского литературного возрождения. В романе натыкается на Галла и спорит с ним об Ордене Золотой Зари;
- Иэн Брэйди и Майра Хиндли (Убийцы с болот) — пара серийных убийц в 1960-х гг. совершили пять жестоких убийств детей и подростков, вызвавшие в обществе панику и страх, каких не было со времен убийств в Уайтчепеле. В романе появляются в предсмертных видениях Галла, в них они смотрят в кинотеатре фильм про Джека-потрошителя. Также в видениях Галл является маленькому Иэну, что отсылает к тому, что Брэйди, пережив в детстве приступ редкой формы эпилепсии, видел галлюцинации — парящую голову старика;
- Питер Сатклифф (Йоркширский потрошитель) — серийный убийца, в 1970-х убивший 13 женщин. В романе он также появляется в видениях, Галл напрямую обращается к нему и требует от него продолжение дела по убийству проституток;
- Роберт Льюис Стивенсон — писатель и поэт, автор романа «Остров сокровищ». В романе образ Галла является писателю во сне, тот под впечатлением от ночного кошмара придумывает сюжет романа «Странная история доктора Джекила и мистера Хайда»;
- Ринвик Уильямс (Лондонский монстр) — предполагаемый преступник, нападающий на женщин в Лондоне во второй половине XVIII века. В романе мелькает в предсмертных видениях Галла;
- Галифакский мясник — некто нападающий на женщин осенью 1938 года, примечательно то, что после расследования преступлений полиция пришла к выводу, что никакого Мясника на самом деле не было — все пострадавшие подавшись массовой истерии нанесли себе удары сами. В романе в ведениях Галла мелькает одна из якобы жертв Мясника некая Мэри Сатклифф;
- Уильям Блейк — поэт и художник-мистик. В романе появляется в видениях Галла, врач, превратившись в чешуйчатое чудовище, является перед Блейком, тот решает сделать зарисовки, чтоб потом нарисовать картину из серии «Голов призраков»;
- Николас Хоксмур — архитектор, ведущий деятель английского барокко. Появляется в начале романа в видениях у Галла, когда он переживает сердечный приступ, поднимаясь на холм.

## История создания

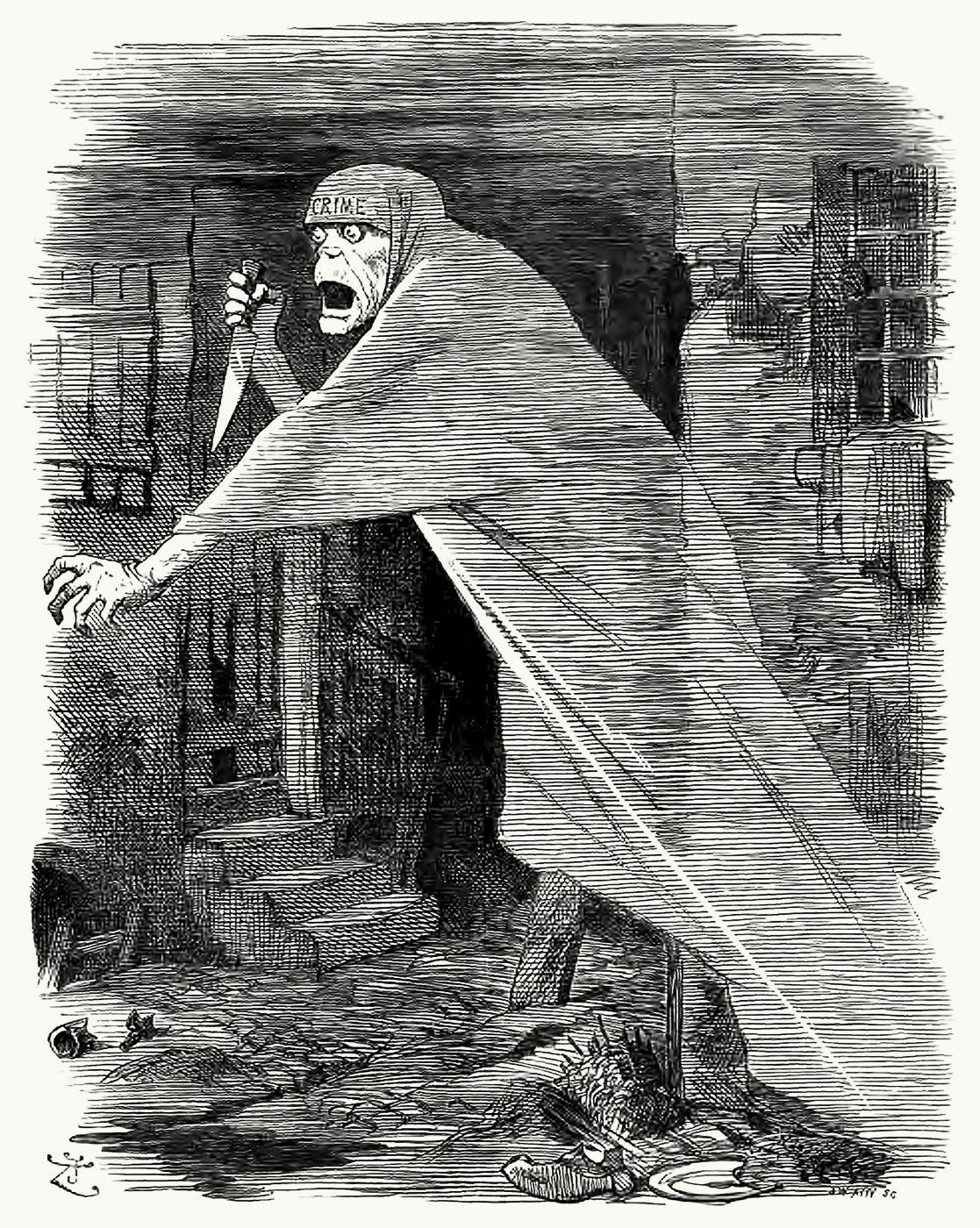
«Панч, или Лондонский Чаровали». Карикатура Джона Тенниела «Призрак Джека-потрошителя крадётся по улицам Уайтчепела» (29 сентября 1888 г.)

«Одно из самых, новаторских и исторически достоверных произведений последних лет» (Кевин Джексон, газета The Independent)
Осенью 1988 года, Алан Мур всерьёз задумал создать длинную историю об убийствах Джека-потрошителя в честь столетия совершения преступлений. Мур лично посещал Уайтчепел и церковь Христа в Спиталфилдс (которая появится в романе). В основу сюжета легла книга Стивена Найта «Джек-потрошитель: окончательный вывод», а также черпалась информация из книг «Джек-потрошитель от А до Я», «Джек-потрошитель: факты без цензуры» Пола Бегга и «Весь Джек-потрошитель» Дональда Рамбелоу. Муру приглянулась теория того, что убийцей является королевский врач сэр Уильям Галл, и что убийства были частью заговора, чтобы скрыть незаконного королевского ребёнка, рождённого от принца Альберта Виктора, герцога Кларенского. В приложении к книге Мур отметил, что не принял теорию Найта за чистую монету, но это история показалось ему интересной для сюжета комикса.

## Темы и мотивы
Для создания своего графического романа Мур частично вдохновлялся произведением Дугласа Адамса «Холистическое детективное агентство Дирка Джентли», поскольку в нем исследуется идея о том, что для целостного раскрытия преступления необходимо раскрыть все общество, в котором оно произошло. Мур создал по-настоящему многогранный и деконструктивный детектив, где личность убийцы раскрывается в начале повествования и большую часть времени читатель погружается во внутренний мир Потрошителя, попутно автор подробно и скрупулёзно воссоздаёт эпоху Викторианской Англии. Ажиотаж от преступлений Джека-потрошителя автор показывает с точек зрения различных персонажей разнообразных сословий: от самого маньяка, высших кругов и масонов — до простых обывателей и проституток из бедных районов. Роман пропитан сатирой на газетчиков и английское общество конца XIX века, в 9 главе в одной из сцен показано, что письма якобы от Потрошителя пишут как журналисты, так и простые граждане, включая священников, пьяниц, и подростков. Реалистично показана нищенская жизнь в Уайтчепеле — в одном из самых бедных, неблагоприятных и криминальных районов Лондона того времени. Мур ориентируясь на различные документальные источники и «рипперологическую» литературу, детально воссоздал последние часы жертв Потрошителя и обстоятельства убийств.
Основной темой романа является масонство, в 4 главе подробно рассказывается история масонов, особенности их ритуалов и мировоззрения, Галл часто делает акцент на архитектуру Лондона, подчеркивая взаимосвязанность построек храмов и церквей с местами языческих обрядов и ритуалов. Повествование сопутствуется философскими размышлениями Галла, в частности насчет масонства, богов Дианы, Аполлона и Диониса, исторического противостояния патриархата и матриархата, и часто задается вопросом «Что есть четвертое измерение?». Также в романе поднимается тема цикличности, в своих рассуждениях Галл указывает, что некоторые события, включая злодеяния хрестоматийно повторяются в различные периоды времени: за 100 лет до совершения убийств в Уайтчепеле, улицы столицы терроризировали проделки «Лондонского монстра», спустя 50 лет после убийств Потрошителя в Англии совершали схожие жестокие преступления Убийц с болот и Йоркширского потрошителя.
Несмотря на долю мистики, роман переполнен историческими отсылками и аллюзиями, максимально воссозданы многие детали и события того времени (например, упоминается в диалогах недавнее Кровавое воскресение 1887 года и собрания марксистов), начиная от случайных прохожих-свидетелей и обстоятельств убийств, заканчивая многими фактами и подробностями из жизни жертв Потрошителя.

## Экранизация
В 2001 году вышел «Из ада», однако имеющий заметные расхождения с первоисточником. В фильме личность убийцы раскрывается только ближе к финалу, в отличие от романа, где личность потрошителя раскрывается в первых главах, также изменена мотивация Галла, и его философские рассуждения и мировоззрение сведены к минимуму. Персонажи Эбберлайна и Лиза были объединены в одного, в фильме инспектору добавили экстрасенсорные способности и наркотическую зависимость от опиума. В фильме Эбберлайн умирает от очередной дозы опиума, хотя в романе, как и в действительности дожил до преклонных лет и умер 1929 году. Также преувеличена любовная линия между Эбберлайном и Келли, где в романе всё ограничилось лишь симпатией.
Критики оценили фильм средне. На сайте-агрегаторе Rotten Tomatoes картина имеет рейтинг 57% на основании 153 критических отзывов. Сам автор романа Алан Мур выразил недовольство как самим фильмом, так и образом Эбберлайна в исполнении Джонни Деппа.